# Lloyd Hamilton
Lloyd Hamilton (19 de agosto de 1891 – 19 de enero de 1935) fue un actor cómico cinematográfico de nacionalidad estadounidense, activo en la época del cine mudo.

## Biografía
Su nombre completo era Lloyd Vernon Hamilton, y nació en  Oakland, California. Hamilton es sobre todo conocido por formar parte del dúo cómico "Ham and Bud" (junto al bajito Bud Duncan), protagonizando más adelante sus propios cortos cómicos. La destreza de Hamilton era admirada por sus compañeros actores y, según Oscar Levant, Charlie Chaplin lo señaló  como un actor del que tenía celos, Buster Keaton, en una entrevista, decía de él que era "uno de los hombres más divertidos del cine," mientras que Charley Chase, que al principio de su carrera había dirigido a Hamilton en varios cortos, afirmaba que a menudo se preguntaba "¿cómo 'Ham' Hamilton podía interpretar esto?" antes de rodar una escena.
En sus comedias en solitario, Hamilton adoptaba la personalidad de un a menudo remilgado niño grande, y sus producciones tenían toques surrealistas, como ocurría en The Movies y en Move Along. Se conservan pocas de las comedias de Hamilton. Fueron producidas por Educational Pictures, compañía que se vio afectada por un incendio en 1937. 
Hamilton era muy bebedor, aunque no hay constancia de que tuviera problemas legales por ello. Sin embargo, a finales de los años 1920 se encontraba en una taberna cuando fue asesinado un boxeador (Hamilton no era sospechoso), y a causa del incidente la industria cinematográfica le prohibió actuar. En 1929 volvió a la pantalla en películas sonoras (su voz aguda y nasal se complementaba con su melindroso personaje) pero su alcoholismo afectó a su salud y a su vida familiar. Estuvo casado dos veces, la primera con la actriz Ethel Lloyd, y la segunda con otra intérprete, Irene Dalton. Cada uno de sus matrimonios duró poco tiempo.
La última serie de comedias protagonizadas por Hamilton fueron unos cortos producidos por Mack Sennett. Él seguía interpretando a la infeliz víctima de las circunstancias, como ocurrió en Too Many Highballs. Cuando finalizó la serie de Sennett, Hamilton intentó formar parte del estudio de Hal Roach, pero Roach conocía el alcoholismo del actor y no le contrató. A causa de su alcoholismo, los rasgos faciales de Hamilton habían cambiado y se habían endurecido, por lo que en sus últimas producciones ya no tenía su conocido aspecto de niño grande.
Lloyd Hamilton falleció en 1935 en Hollywood, California, durante una operación para tratar una dolencia estomacal. Fue enterrado en el Cementerio Vandalia, en Porterville (California).
Por su trayectoria cinematográfica, a Hamilton se le concedió una estrella en el Paseo de la Fama de Hollywood, en el 6141 de Hollywood Boulevard.

## Selección de su filmografía
- Colonel Custard's Last Stand (1914)
- A Self-Made Failure (1924)
- El show de los shows (1929)